# 경전철의정부역
경전철의정부역(輕電鐵議政府驛, LRT Uijeongbu station)은 대한민국 경기도 의정부시에 있는 의정부 경전철의 전철역이다. 동 노선 내의 각종 안내에서는 정식 명칭 대신 단순히 ‘의정부역’으로만 안내된다. 수도권 전철 1호선 의정부역과는 약 300 m가량 떨어져 있으며, 별도의 환승 체계 또한 갖추어져 있지 않다.

## 역사
- 2012년 7월 1일 : 의정부 경전철 발곡 ~ 탑석 구간 개통

## 구조
2면 2선의 상대식 승강장이 있는 고가역이며, 스크린도어가 설치되어 있다.

#### 승강장
| 범골↑       |
| \| 상       |
| ↓의정부시청 |

| 상행 | ● 의정부 경전철 | 범골 · 회룡 · 발곡 방면                                         |
| 하행 | ● 의정부 경전철 | 의정부시청 · 동오 · 경기도청북부청사 · 차량기지 임시승강장 방면 |

## 역 주변
- 수도권 전철 1호선 의정부역
- 신세계백화점 의정부점
- CGV 의정부
- 영풍문고 의정부점
- 의정부시 보건소
- 의정부등기소
- 한국장애인고용공단 경기북부지사
- 한국장애인고용공단 경기북부발달장애인훈련센터

## 인접한 역
| 의정부 경전철       | 의정부 경전철   | 의정부 경전철                            |
| ------------------- | --------------- | ---------------------------------------- |
| U112 범골 발곡 방면 | ● 의정부 경전철 | U114 의정부시청 차량기지 임시승강장 방면 |